# Mark Stahl
Mark Stahl (San Francisco, 28 agosto 1953) è un ex calciatore statunitense, di ruolo difensore.

## Caratteristiche tecniche
Era un difensore mancino.

## Carriera
Si forma calcisticamente nella rappresentativa calcistica dell'Università statale della California di Chico, sotto la guida di Don Batie. Nel 1996 sarà inserito nel famedio sportivo dell'istituto.
Nella stagione 1975 viene ingaggiato dalla neonata franchigia NASL dei S.A. Thunder. Inizialmente sotto la guida di Alex Perolli, ritroverà Batie dopo l'esonero dell'italo-albanese, con cui comunque non riuscì a superare la fase a gironi del torneo. Il campionato seguente rimase sempre in forza ai Thunder, che mancarono l'accesso ai play-off per un solo punto nei confronti degli L.A. Aztecs.
Nella stagione 1977 seguì le sorti del Thunder che vennero ricollocati alle Hawaii per divenire il Team Hawaii. Con gli hawaiani ottenne il quarto posto nella Southern Division.
Dal 1978 al 1980 giocò negli Houston Hurricane, con cui ottenne come miglior piazzamento il raggiungimento degli ottavi di finale dei play-off per il titolo nelle stagioni 1979 e 1980.
Contemporaneamente al calcio, si dedicò anche all'indoor soccer, militando nei Houston Hurricane, Houston Summit e nei Pittsburgh Spirit.